# Хоук, Майя
Ма́йя Рэй Ту́рман Хо́ук (англ. Maya Ray Thurman Hawke; род. 8 июля 1998, Нью-Йорк, Нью-Йорк, США) — американская актриса, модель и певица. Дочь актёров Умы Турман и Итана Хоука. Известна по ролям Линды Касабиан в фильме Квентина Тарантино «Однажды в Голливуде», Робин Бакли в телесериале «Очень странные дела» и озвучке Тревожности в анимационном фильме «Головоломка 2».

## Биография
Хоук родилась 8 июля 1998 года в Нью-Йорке в семье актёров Умы Турман и Итана Хоука. Её родители начали встречаться на съемках фильма «Гаттака» и поженились в мае 1998 года и развелись в 2005 году. У неё есть младший брат Левон (род. 2002), а также три сводные сестры.
По отцовской линии Хоук является дальней родственницей американского драматурга Теннесси Уильямса. По материнской линии является внучкой ученого Роберта Турмана и модели Нены фон Шлебрюгге.
У Хоук есть дислексия, которая привела к частой смене школ, прежде чем она поступила в школу Святой Анны (частное учреждение в Бруклине, Нью-Йорк). Также она посещала летние занятия в королевской академии драматических искусств в Лондоне и студии актёрского мастерства Стеллы Адлер в Нью-Йорке, также обучалась в школе исполнительных искусств Джульярд в течение одного года, но бросила учёбу из-за роли в мини-сериале «Маленькие женщины» (2017).

## Карьера

### Модельная карьера
Хоук снималась для Vogue в начале своей карьеры. Она также была выбрана лицом британского модного ретейлера AllSaints 2016/2017. Участвовала в рекламе Calvin Klein, дебютировала на показе Tom Ford F/W’18. В сентябре 2022 года Хоук стала моделью для кампании нижнего белья Calvin Klein FW22.

### Актёрская карьера
В 2017 Хоук дебютировала в роли Джо Марч в мини-сериале «Маленькие женщины». В 2018 году снялась в триллере «Женский мир». В 2019 появилась в третьем сезоне научного-фантастического хоррор-сериала «Очень странные дела» в роли Робин Бакли, которая принесла актрисе премию «Сатурн» в категории «Лучшая телевизионная актриса второго плана» и номинацию на премию Американской Гильдии киноактёров в категории «Лучший актёрский ансамбль драматического сериала». Хоук также исполнила роль Линды Касабиан в фильме «Однажды в… Голливуде». В этом же году снялась в фильме «Человеческий капитал». В 2020 году она снялась в качестве приглашенной звезды в пятом эпизоде мини-сериала «Птица доброго Господа», в котором снялся ее отец, Итан Хоук. Она играет Энни Браун, дочь персонажа своего отца. В этом же году исполнила роль в фильме «Мейнстрим» вместе с Эндрю Гарфилдом в главной роли.
В 2021 году исполнила второстепенную роль в драматическом фильме «Уроки итальянского», а также появилась в фильме ужасов «Улица страха. Часть 1: 1994».
В апреле 2022 года получила роль в биографическом фильме Брэдли Купера о Леонарде Бернстайне «Маэстро» с Купером и Кэри Маллиган в главных ролях. В мае стало известно, что она получила роль в будущем фильме «Искусство по понятиям» вместе со своей матерью Умой Турман и Сэмюэлем Л. Джексоном, релиз фильма состоялся в 2023 году. Она снялась в романтической драме Уэса Андерсона «Город астероидов» и исполнит роль Флэннери О’Коннор в фильме своего отца «Дикая кошка».
В 2024 году озвучила Тревожность в мультфильме «Головоломка 2», который впоследствии стал самым кассовым мультфильмом всех времен.

### Музыкальная карьера
Хоук отмечала что на её музыкальную карьеру повлияли фолк-музыка такие как Леонард Коэн, Патти Смит и Джони Митчелл. Хоук отмечала что ее вдохновляют Боб Дилан и Коэн.
В августе 2019 года были записаны первые два сингла «To Love a Boy» и «Stay Open». В начале 2020 года Хоук дала несколько сольных концертов. На каждом из этих концертов, Хоук поддерживали исполнители Benjamin Lazar Davis, Rubblebucket, Уилл Грефе и Ник Чанчи соответственно. 18 марта того же года Хоук выпустила сингл «By Myself», следующий сингл «Coverage» был выпущен 22 апреля того же года. 28 апреля был выпущен клип на песню «By Myself» снятый отцом Майи, Итаном Хоуком. Дебютный альбом Хоук «Blush» изначально должен был быть выпущен 19 июня 2020 года, однако релиз был перенесён на 21 августа того же года. Чтобы поддержать релиз первого альбома, Хоук посетила телепередачу «Today» в качестве музыкального гостя.
29 июня 2022 года вместе с релизом сингла «Thérèse» был анонсирован второй альбом «Moss» выпущенный 23 сентября 2022 года. 31 мая 2024 года состоялся релиз третьего альбома Хоук  «Chaos Angel».

## Фильмография
| Год          |     | Русское название                         | Оригинальное название                    | Роль              |
| ------------ | --- | ---------------------------------------- | ---------------------------------------- | ----------------- |
| 2017         | с   | Маленькие женщины                        | Little Women                             | Джо Марч          |
| 2017         | кор | Краткий урок о наследии                  | A Brief Lesson on Inheritance            | пациентка         |
| 2018         | ф   | Женский мир                              | Ladyworld                                | Роми              |
| 2019         | ф   | Однажды в Голливуде                      | Once Upon a Time in Hollywood            | Линда Касабиан    |
| 2019 — н. в. | с   | Очень странные дела                      | Stranger Things                          | Робин Бакли       |
| 2019         | кор | Пока они спали                           | As They Slept                            | Маргарет          |
| 2019         | кор | Эксперимент с памятью: Кэти Акер         | Memory Xperiment: Kathy Acker            | Кэти Акер         |
| 2019         | ф   | Человеческий капитал                     | Human Capital                            | Шеннон Хейгел     |
| 2020         | ф   | Мейнстрим                                | Mainstream                               | Фрэнки            |
| 2020         | с   | Птица доброго Господа                    | The Good Lord Bird                       | Энни Браун        |
| 2021         | ф   | Уроки итальянского                       | Italian Studies                          | Эрин Макклауд     |
| 2021         | ф   | Улица страха. Часть 1: 1994              | Fear Street Part One: 1994               | Хизер Уоткинс     |
| 2022         | кор | Кадисский залив                          | Bay of Cadiz                             | женщина           |
| 2022         | ф   | Отомсти за меня                          | Do Revenge                               | Элеонора Леветан  |
| 2023—2025    | мс  | Лунная девочка и ДиноДьявол              | Moon Girl and Devil Dinosaur             | Бездна            |
| 2023         | ф   | Город астероидов                         | Asteroid City                            | Джун Дуглас       |
| 2023         | ф   | Маэстро                                  | Maestro                                  | Джейми Бернстайн  |
| 2023         | ф   | Дикая кошка                              | Wildcat                                  | Фланнери О’Коннор |
| 2023         | ф   | Искусство по понятиям                    | The Kill Room                            | Грейс             |
| 2024         | мф  | Головоломка 2                            | Inside Out 2                             | Тревожность       |
| 2025         | кор | Человек, не являющийся действующим лицом | The Non-Actor                            | Белла             |
| 2026         | ф   | Голодные игры: Рассвет жатвы             | The Hunger Games: Sunrise on the Reaping | Вайресс           |
|              | ф   | Лючия                                    | Lucia                                    | Лючия Джойс       |
|              | ф   | Уайлдер и я                              | Wilder & Me                              | Каллиста          |
|              | ф   | Револьвер                                | Revolver                                 |                   |

### Подкасты
| Год  | Название                       | Роль            | Примечания |
| ---- | ------------------------------ | --------------- | ---------- |
| 2021 | Rebel Robin: Surviving Hawkins | Робин Бакли     | [ 47 ]     |
| 2021 | The Playboy Interview          | Браун Хелен     | [ 48 ]     |
| 2023 | Supreme: The Battle for Roe    | Сара Уэддингтон | [ 49 ]     |

### Музыкальные клипы
| Год  | Название                            | Исполнитель | Альбом                      | Примечания |
| ---- | ----------------------------------- | ----------- | --------------------------- | ---------- |
| 2020 | «By Myself»                         | Майя Хоук   | Blush                       | [ 50 ]     |
| 2020 | «Generous Heart»                    | Майя Хоук   | Blush                       | [ 50 ]     |
| 2020 | «Is There Something in the Movies?» | Samia       | The Baby                    | [ 51 ]     |
| 2021 | «Blue Hippo»                        | Майя Хоук   | Сингл, не входящий в альбом | [ 52 ]     |
| 2022 | «Thérèse»                           | Майя Хоук   | Moss                        | [ 53 ]     |
| 2022 | «Sweet Tooth»                       | Майя Хоук   | Moss                        | [ 54 ]     |
| 2024 | «Missing Out»                       | Майя Хоук   | Chaos Angel                 | [ 55 ]     |
| 2024 | «Dark»                              | Майя Хоук   | Chaos Angel                 | [ 56 ]     |

## Дискография
Студийные альбомы
- Blush (2020)
- Moss (2022)
- Chaos Angel[англ.] (2024)

Мини-альбомы
- Clipped Wings EP (2024)

### Синглы
| Год  | Название                      | Альбом                      | Примечания    |
| ---- | ----------------------------- | --------------------------- | ------------- |
| 2019 | «To Love a Boy» / «Stay Open» | Сингл, не входящий в альбом | [ 57 ] [ 58 ] |
| 2020 | «By Myself»                   | Blush                       | [ 59 ]        |
| 2020 | «Coverage»                    | Blush                       | [ 60 ]        |
| 2020 | «So Long»                     | Blush                       | [ 61 ]        |
| 2020 | «Generous Heart»              | Blush                       | [ 62 ]        |
| 2021 | «Blue Hippo»                  | Сингл, не входящий в альбом | [ 52 ]        |
| 2022 | «Thérèse»                     | Moss                        | [ 63 ]        |
| 2022 | «Sweet Tooth»                 | Moss                        | [ 64 ]        |
| 2022 | «Luna Moth»                   | Moss                        | [ 65 ]        |
| 2023 | «Coming Around Again»         | Сингл, не входящий в альбом | [ 66 ]        |
| 2024 | «Missing Out»                 | Chaos Angel                 | [ 67 ]        |
| 2024 | «Dark»                        | Chaos Angel                 | [ 68 ]        |
| 2024 | «Hang In There»               | Chaos Angel                 | [ 69 ]        |
| 2024 | «Kamikaze Comic»              | Clipped Wings EP            | [ 70 ]        |

## Награды и номинации
| Год  | Награда                                                 | Категория                                            | Номинация за                | Результат | Примечания |
| ---- | ------------------------------------------------------- | ---------------------------------------------------- | --------------------------- | --------- | ---------- |
| 2019 | Премия «Сатурн»                                         | Лучшая актриса второго плана в потоковом сериале     | Очень странные дела         | Победа    | [ 71 ]     |
| 2019 | Кинофестиваль в Хантер-Маунтин                          | Лучшая актриса в короткометражном фильме             | Пока они спали              | Победа    | [ 72 ]     |
| 2019 | Премия сети «Женский имидж»                             | Лучшая женская роль в мини-сериале                   | Маленькие женщины           | Победа    | [ 73 ]     |
| 2022 | Телевизионная премия «Ассоциации голливудских критиков» | Лучшая актриса второго плана в драматическом сериале | Очень странные дела         | Номинация | [ 74 ]     |
| 2023 | MTV Movie & TV Awards                                   | Лучшее дуо                                           | Отомсти за меня             | Номинация | [ 75 ]     |
| 2024 | Премия «Амбиции»                                        | Лучшее исполнение в аудиовизуальной литературе       | Supreme: The Battle for Roe | Победа    | [ 76 ]     |
| 2025 | Премия «Энни»                                           | Лучшая озвучка в анимационном полнометражном фильме  | Головоломка 2               | Номинация | [ 77 ]     |